# Irina Levitina

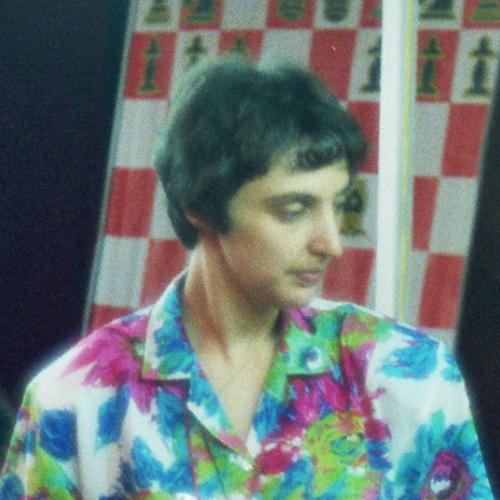
Irina Levitina (1992)

Irina Solomonovna Levitina (Russisch: Ирина Соломоновна Левитина) (Leningrad, 8 juni 1954) is een Amerikaanse schaakster van Russische afkomst. Ze is grootmeester bij de vrouwen.
Ze was vrouwenkampioen van de Sovjet-Unie in 1971, 1978, 1979 en 1980. In 1984 won ze het kandidatentoernooi voor het wereldkampioenschap voor vrouwen, maar verloor de match om het kampioenschap tegen Maia Tsjiboerdanidze met 5-8.
In 1991 emigreerde ze naar de Verenigde Staten en werd daar in 1991, 1992 en 1993 kampioen bij de vrouwen.
Inmiddels is Levitina gestopt met schaken en overgestapt naar bridge. In 2000 (gemengde viertallen), 2002 (vrouwenteams), 2006 (vrouwenparen) en 2007 (vrouwenteams) werd ze daarin wereldkampioen.